# Mohamed el-Gohary Hanafy
Mohamed el-Gohary Hanafy (in arabo محمد الجوهري حنفي‎?; 26 gennaio 1955) è un ex cestista egiziano.

## Carriera
Con l'Egitto ha disputato i Giochi olimpici di Montréal 1976.